# Kobyżcza
Kobyżcza (ukr. Кобижча) – wieś na Ukrainie, w obwodzie czernihowskim, w rejonie niżyńskim, w hromadzie Bobrowycia. W 2025 liczyła 3921 mieszkańców.

## Urodzeni
- Fedir Szpyh